# Малишев Євген Валентинович
Євген Валентинович Малишев (нар. 10 березня 2002, Харків — пом. 1 березня 2022, поблизу м. Харкова) — український біатлоніст, солдат військовослужбовець, учасник російсько-української війни, що загинув у ході російського вторгнення в Україну.

## Життєпис
Народився в 2002 році в м. Харкові.
У 2018/2019 та 2019/2020 роках виступав у складі Національної збірної команди України серед юніорів. Брав участь у III зимових Юнацьких Олімпійських іграх 2020 року у м. Лозанна (Швейцарія). Тренери — Солодовник С.І. та Спіцин В.Є..
В подальшому проходив військову службу за контрактом в Збройних Силах України, солдат.
Помер 1 березня 2022 року в бою з російськими окупантами поблизу м. Харкова, обороняючи своє рідне місто в ході російського вторгнення в Україну.
Похований 3 березня 2022 року в рідному місті.

## Нагороди
- орден «За мужність» III ступеня (2022, посмертно) — за особисту мужність і самовіддані дії, виявлені у захисті державного суверенітету та територіальної цілісності України, вірність військовій присязі.

## Дивіться також
- Список українських спортсменів, тренерів і функціонерів, що загинули під час Революції гідності чи внаслідок російської агресії в Україні